# (I’ve Had) The Time of My Life
«(I’ve Had) The Time of My Life» — песня, исполненная Биллом Медли (англ. Bill Medley) и Дженнифер Уорнс в качестве финальной песни к фильму «Грязные танцы».

## История
В Соединённых Штатах, благодаря популярности «Грязных танцев», сингл на неделю возглавил список хит-парада «Billboard Hot 100», а также 4 недели продержался на 1-м месте в «Adult contemporary music». В Великобритании сингл занимал 6 позицию в ноябре 1987, а в январе 1991 года — 8 позицию.

## Награды
- Премия «Оскар» за лучшую песню к фильму (Academy Award for Best Original Song), 1987[1]
- Премия «Грэмми» за лучшее вокальное поп-исполнение дуэтом или группой, 1988
- Премия «Золотой глобус» за лучшую песню (Golden Globe Award for Best Original Song), 1988

## Кавер-версии
- В 2004 группа Carmen & Piero сделала кавер-версию, включённую в альбом «Best of Mundart and Duets»[4]
- В 2006 году Кэти Прайс и Питер Андре сделали кавер-версию, включённую в альбом «A Whole New World».
- В сборнике 2007 года «Over The Rainbow» есть кавер-версия Джермэйна Джексона и R&B певицы Джоселин Браун.
- Барри Манилоу сделал кавер-версию в 2008, включённую в альбом «The Greatest Songs of the Eighties».
- Песню можно услышать в сериале Хор в серии второго сезона «Special Education». Её исполнили Куинн (Дианна Агрон) и Сэм (Корд Оверстрит). Входит в альбом «Glee: The Music, Volume 4».
- Sam Milby and Toni Gonzaga исполнили кавер-версию в 2009 году, включённую в альбом «Love Duets».[5]
- The Black Eyed Peas заимствовали часть композиции для своего трека «The Time (Dirty Bit)» в 2010 году.

## Список композиций
7" сингл
1. «(I’ve Had) The Time of My Life» (4:47)
2. «Love Is Strange» — Mickey & Sylvia (2:52)

12" и CD-сингл
1. «(I’ve Had) The Time of My Life» (6:46)
2. «In the Still of the Night» — The Five Satins (2:59)
3. «Love Is Strange» — Mickey & Sylvia (2:53)
4. «Overload» — Zappacosta (3:39)

кассета
1. «(I’ve Had) The Time of My Life» (4:47)
2. «In the Still of the Night» — The Five Satins (2:59)
3. «Love Is Strange» — Mickey & Sylvia (2:53)
4. «Overload» — Zappacosta (3:39)

## Позиции в чартах и сертификации
| 1987-1988                       | Позиция |
| ------------------------------- | ------- |
| Australian ARIA Singles Chart   | 1       |
| Austrian Singles Chart          | 3       |
| Canadian Singles Chart          | 2       |
| Dutch Top 40                    | 1       |
| German Singles Chart            | 5       |
| Irish Singles Chart             | 5       |
| Swedish Singles Chart           | 12      |
| Swiss Singles Chart             | 5       |
| UK Singles Chart                | 6       |
| US Billboard Hot 100            | 1       |
| US Billboard Adult Contemporary | 1       |
| 1990                            | Позиция |
| UK Singles Chart                | 8       |
| 1991                            | Позиция |
| Irish Singles Chart             | 17      |
| 1992                            | Позиция |
| French SNEP Singles Chart       | 5       |
| 1993                            | Позиция |
| French SNEP Singles Chart       | 48      |

| 1988                     | Позиция |
| ------------------------ | ------- |
| Australian Singles Chart | 1       |
| Austrian Singles Chart   | 28      |
| Dutch Top 40             | 1       |

| Страна     | Сертификация | Дата            | Продано |
| ---------- | ------------ | --------------- | ------- |
| Канада     | золотой диск | 12 января 1988  | 50 000  |
| Нидерланды | платиновый   | 1988            | 60 000  |
| США        | золотой диск | 24 февраля 1989 | 500 000 |